# 安宁薹草
安宁薹草（学名：Carex anningensis）为莎草科薹草属下的一个种。分布在中国大陆的云南中部等地。其种加词“anningensis”意为“云南省昆明市安宁市的”。
现接受名为尾穗薹草原变种（Carex caudispicata var. caudispicata）。